# Idioblasta
Idioblasta is een geslacht van vlinders van de familie grasmotten (Crambidae).

## Soorten
- I. acleropa Meyrick, 1935
- I. acrogramma Clarke, 1986
- I. amydrosema Clarke, 1986
- I. isoterma Meyrick, 1935
- I. lacteata Warren, 1891
- I. linearis Clarke, 1986
- I. procellaris Meyrick, 1935
- I. stenogramma Clarke, 1986
- I. straminata Warren
- I. transversata Clarke, 1986